# Яунпиебалга
Я́унпие́балга (латыш. Jaunpiebalga, до 1920 года — Ново-Пебальгская) — село в Яунпиебалгском крае Латвии. Расположено в восточной части страны, на берегу реки Гауя, в 46,5 км к юго-востоку от города Цесис. Железнодорожная станция Пиебалга на упразднённой линии Рига — Пыталово.

## История
С 1949 по 1956 год являлась административным центром Гауенского района.

## Экономика
Пивоварня, маслозавод.

## Транспорт
Через Яунпиебалгу проходят региональные автодороги:
- P33 Эргли — Яунпиебалга — Салинькрогс
- P29 Рауна — Друсты — Яунпиебалга

Основные автобусные маршруты: Яунпиебалга — Рига; Яунпиебалга — Смилтене.

## Достопримечательности
- Охотничий дворец графов Шереметевых, церкви, смотровая площадка[3]

## Известные люди
- Напиерский, Якоб Готлиб Леонгард (1819—1890) — историк.
- Дарзиньш, Эмилс (1875—1910) — композитор.
- Зариньш, Маргер Оттович (1910—1993) — композитор.
- Эшотс, Янис (1966—2021) — востоковед.